# Classificação Internacional para a Prática de Enfermagem
A Classificação Internacional para a Prática de Enfermagem (CIPE) foi criada pelo Conselho Internacional de Enfermeiros (ICN) para permitir uma linguagem científica e unificada, comum à Enfermagem mundial.
Esta classificação permite ao enfermeiro identificar diagnósticos de enfermagem através de fenômenos de enfermagem. Os fenômenos de Enfermagem dizem respeito à Pessoa, às Funções, ao Meio Ambiente, etc.
Ao fazer o Diagnóstico de Enfermagem, o enfermeiro planeia as suas intervenções de acordo com as necessidades da pessoa, com as suas necessidades, tendo em consideração as incapacidades com que se depara. 
Esta Classificação permite avaliar resultados sensíveis aos cuidados de enfermagem através das respostas às intervenções de enfermagem e evolução positiva  ou negativa dos status dados aos fenômenos nos diagnósticos feitos pelos enfermeiros. É uma forma de demonstrar resultados da prática de enfermagem também a nível jurídico.
A CIPE permite utilizar a sua linguagem informaticamente, havendo experiências positivas de utilização de programas de apoio à prática da enfermagem. Tem ainda a possibilidade de elaborar diagnósticos de enfermagem de forma padronizada com qualquer enfermeiro em qualquer parte do mundo.
Neste momento a CIPE encontra-se na versão 2019 e está disponível online, em várias línguas, no formato browser (http://www.old.icn.ch/what-we-do/ICNP-Browser/). Em Portugal foi criada uma aplicação informática (SAPE) baseada nesta linguagem e que actualmente se encontra em funcionamento na maioria das instituições de saúde estatais do país. No Brasil foi lançada pela Algol Editora.
Esta classificação está em constante actualização e desenvolvimento recebendo contributos de todos os enfermeiros e até Escolas Superiores de Saúde e de Enfermagem.